# Лебедь OB2-12
Лебедь OB2-12 — очень яркая звезда (голубой гипергигант) в созвездии Лебедь. Расстояние до звезды — приблизительно 5000 световых лет. Входит в состав одной из ближайших к нам ОВ-ассоциаций в Млечном пути Лебедь OB2. Абсолютная болометрическая звёздная величина равна −10,9m (весь спектр электромагнитного излучения). Светимость звезды приближается к верхнему пределу звёздной светимости. Благодаря этому, яркость звезды почти в 2 миллиона раз больше яркости Солнца. Звезда расположена в Млечном пути, поэтому свет звезды сильно поглощается межзвёздной пылью, в результате чего видимый блеск составляет +11,4m, и для поиска звезды необходим небольшой телескоп. 
Лебедь OB2-12 является одним из ближайших к Солнцу гипергигантов, ближе чем общеизвестная Эта Киля.
По сравнению с Солнцем, звезда огромна — её поперечник больше диаметра земной орбиты и немного меньше диаметра орбиты Марса — 350 млн. километров. Масса звезды оценивается в 110 масс Солнца.
Если бы свет «Лебедя OB2-12» не поглощался межзвёздной пылью, то видимая звёздная величина звезды составила бы приблизительно 1,5m, что сравнимо с блеском Денеба (α Лебедя).